# Hakan Serbes
Hakan Serbes (* 25. November 1974 in Hannover) ist ein deutscher Pornodarsteller türkischer Abstammung.
Bereits als 18-Jähriger gab er unter der Regie Joe D’Amatos in The Last Fight 1992 sein Filmdebüt. Sein damaliger Partner war sein Idol Rocco Siffredi. Beide spielten gemeinsam in den Filmen Rock an Roll (1997), Torero (1999), Initiations 3 (2000), Rocco invades Poland (2000), True Anal Stories 13 (2001), Rocco Animal Trainer (2003) und Hardest Scenes (2003). Hakan spielte Hauptrollen in etwa 100 Filmen. 2001 erhielt Hakan Serbes zusammen mit Alisha Klass und McKayla Matthews den AVN Award in der Kategorie Best Group Sex Scene - Video für Mission to Uranus.

## Auszeichnungen
- 1996 XRCO Award in der Kategorie Best Group Scene für American Tushy
- 2001 AVN Award in der Kategorie Best Group Sex Scene - Video für Mission to Uranus